# フレイル

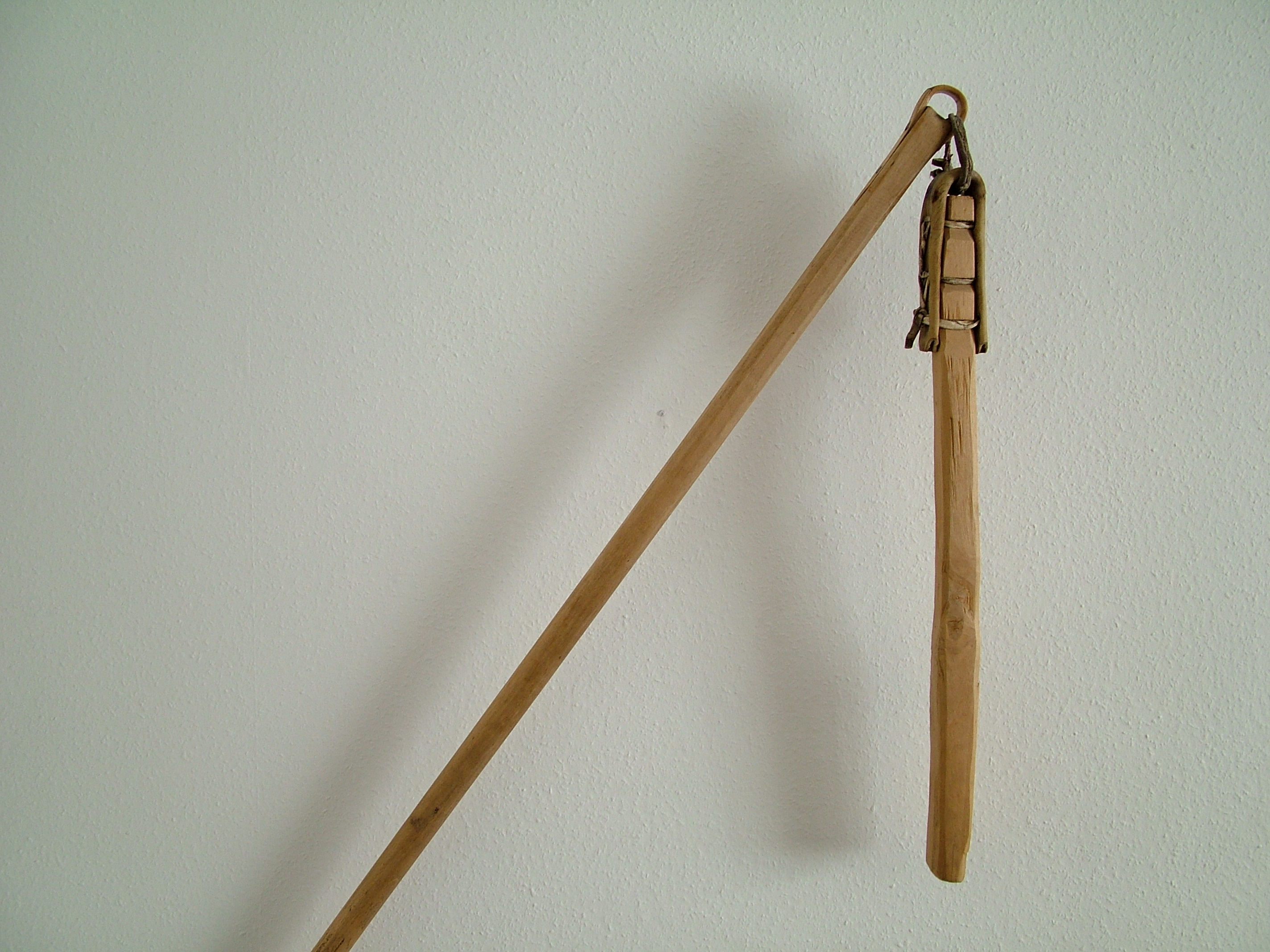
フレイル (唐棹)

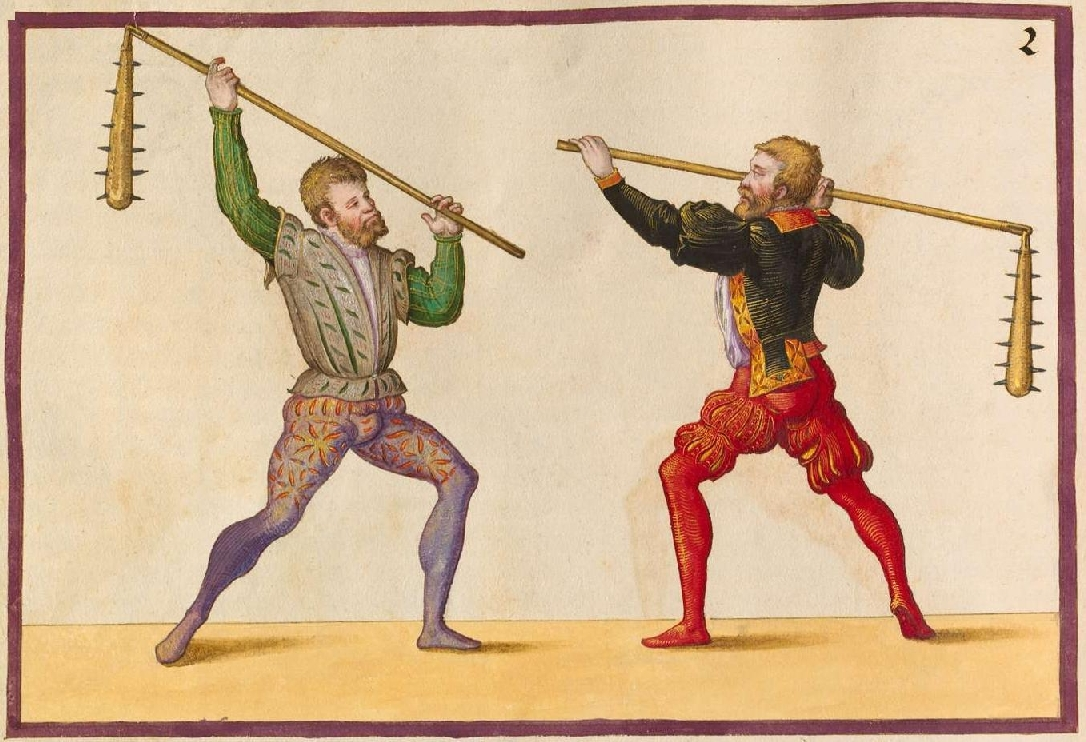
フレイルの操法。パウルス・ヘクトル・マイアーの武術書。

フレイル（英:flail）は、連接棍（れんせつこん）もしくは、連接棍棒（れんせつこんぼう）と訳される、柄の先に鎖などで打撃部を接合した打撃武器の一種。元々は、農具で穀物の脱穀に使われていた穀竿が原型となっている。

## 武器の形態と特徴
柄となる長い棍棒と、穀物と呼ばれる打撃部分、それらを接合する継手（つぎて）から構成される。継手には鎖や金属環が使われるが、皮や紐を使用したものもある。多くのフレイルでは穀物は柄と一対一組になっているが、複数の穀物を一つの柄に繋いだ物もある。特に穀物が棒状のものをフレイルとし、球形の穀物と長い継手をもった種類をモーニングスターと呼び区別する場合もある。
穀物の柔軟性のある動きが武器として大きな特徴となっている。柄を持ち振り回して叩きつけることで穀物は継手を軸として加速される。それにより高い打撃力を生み出すと同時に、防御しづらい攻撃ともなっている。ただしこの動きは短所でもあり、普通の殴打用の棍棒類と比べて扱いが難しく、操作を誤ると周囲や自分自身すら傷つけることもある。特に継手を長くすれば威力はあがるが扱いはより難しくなる。また、その武器としての構造上、集団での密集戦法や乱戦には不向きと言える。
このような打撃武器は頑丈な鎧を身に着こんだ相手にもダメージを与えることができる。フレイルはフス派のような農民軍が騎士に対抗する際重要な役目を果たした。

## 武器としての成立と発展
元々は、穀物の脱穀に使われていた唐棹が起源で、米、麦を主食とする文化圏で用いられていた農具である。中国において武器としての設立は早く、『墨子』には当時の紀元前の戦国時代において攻城戦での防御武器として本格的に用いられていた記述がある。西欧では11世紀に入り本格的な武器としての発展を見る。
11世紀の西欧では防具の重装化が進み、より強力な武器が求められるようになった。そこで硬い防具に対しても効果を発揮する打撃武器の開発が進む中、フレイルも本格的な武器として発展した。金属での補強や、穀物の総金属化、スパイクを付けるといった打撃力を高める改良が行われ、発展型として軽量化と打撃力強化を両立させたモーニングスターが生まれた。その後、より騎兵戦に向いたパイクなどの武器があらわれ戦場の主武器としては用いられなくなっていった。ただし、農具として使用され続けていた事もあり、補助武器や農民の武器として近代まで命脈を保っている。

## 非実在説

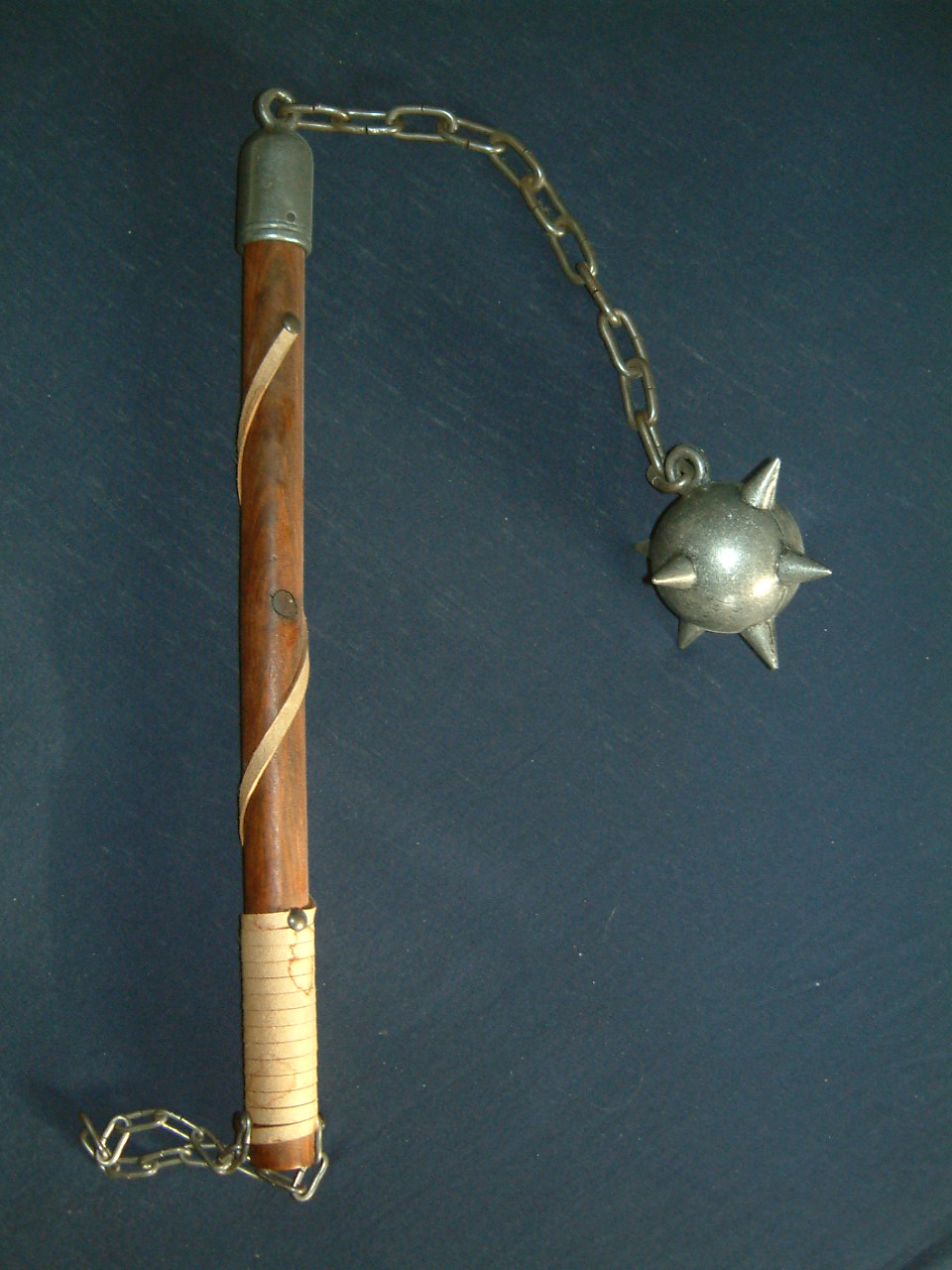
典型的な中世の武器として、一般的にイメージされる形状

フレイルの内、刺のついた鉄球状のものは多くの漫画や映画、ゲーム等で中世の典型的な武器として扱われているものの、実戦での使用例についてはそれ程定かではない。
博物館等に所蔵されている実物はその殆どが単なる美術品や後世に作られた模造品である可能性が指摘されている。絵画等には鎖付きの鉄球を武器として使用する兵士の姿が描かれた物がいくつか現存しているが、それらは全体的に騎士道物語や神話上の英雄譚を題材にしたものに偏っている。また、パウルス・ヘクトル・マイアーの武術書など武器の使用法を記した当時の指南書等でも、本来の形状である長柄のフレイルは記述があるのに対して、モーニングスター状のものについての記述は確認されていない。
こうした幾つかの論拠から、一部の研究者や武器愛好はモーニングスタータイプのフレイルの存在そのものは認めつつも、戦場での使用については懐疑的な見方をしている。

## 備考
中国では梢子棍、長いものを長梢子棍と呼び、その構造から軟兵器として分類し宋の時代によく用いられた。また、二本の同じ長さの棍棒を繋げた両節棍や三本の棍棒を繋いだ三節棍等、さらに節の多い多節棍などもある。日本ではフレイルは用いられなかったが、乳切木と呼ばれるモーニングスターに近い形のものがあり、分銅鎖などフレイルの系統である鎖物は登場している。

## 類似武器
- 梢子棍、長梢子棍
- モーニングスター
- ヌンチャク